# Большеивановский сельсовет (Липецкая область)
Большеивановский сельсове́т — сельское поселение в Воловском районе Липецкой области. 
Административный центр — село Большая Ивановка.

## История
В соответствии с законом Липецкой области №114-оз «О наделении муниципальных образований в Липецкой области статусом городского округа, муниципального  района, городского и сельского поселения» от 2 июля 2004 года Большеивановский сельсовет получил статус сельского поселения .

## Население
| 2010 | 2012 | 2013 | 2014 | 2015 | 2016 | 2017 |
| ---- | ---- | ---- | ---- | ---- | ---- | ---- |
| 578  | ↘547 | ↘523 | ↘509 | ↘487 | ↘475 | →475 |
| 2018 | 2021 |      |      |      |      |      |
| →475 | ↗557 |      |      |      |      |      |

## Состав сельского поселения
| № | Населённый пункт | Тип населённого пункта       | Население |
| - | ---------------- | ---------------------------- | --------- |
| 1 | Багровка         | деревня                      | ↗10       |
| 2 | Большая Ивановка | село, административный центр | ↗369      |
| 3 | Сапрон           | деревня                      | ↗237      |

### Упразднённые населённые пункты
- Шишкино — упразднённая в 2001 году деревня.
- Юдинка — упразднённая в 2001 году деревня.